# Si tu me venges…
Pour plus de détails, voir Fiche technique et Distribution.
Si tu me venges… (Do Revenge) est une comédie américaine réalisée par Jennifer Kaytin Robinson et sortie en 2022. L'intrigue s'inspire de Strangers on a Train d'Alfred Hitchcock. Le film est diffusé le 16 septembre 2022 sur Netflix.

## Synopsis
Dans un très chic établissement privé, une reine du lycée déchue passe un accord secret avec une nouvelle élève sans histoires pour se venger de leurs ennemis respectifs. Elles se lient d'amitié mais connaissent-elles vraiment leurs intentions ?

## Distribution
- Camila Mendes (VF : Youna Noiret) : Drea Torres
- Maya Hawke (VF : Emmylou Homs) : Eleanor Levetan / Nora Cutler
- Austin Abrams (VF : Gabriel Bismuth-Bienaimé) : Max Broussard
- Alisha Boe (VF : Flora Kaprielian) : Tara
- Rish Shah (VF : Bastien Bourlé) : Russ
- Ava Capri (VF : Marie Bouvet) : Carissa
- Talia Ryder (VF : Alice Orsat) : Gabbi Broussard
- Sarah Michelle Gellar (VF : Claire Guyot) : la proviseure du lycée
- Jonathan Daviss (VF : Mike Fédée) : Elliot
- Paris Berelc : Meghan
- Maia Reficco (en) : Montana
- Sophie Turner (VF : Marie Tirmont) : Erica Norman
- Eliza Bennett (VF : Emmanuelle Bodin) : Jessica
- Rachel Matthews (VF : Ludivine Maffren) : Allegra
- Francesca Reale : Ariana
- Olivia Sui : Sage
- Jude Timothy Harris : Peter
- Todd Allen Durkin : le principal adjoint Norris
- Phoebe French : Willow

 Source et légende : version française (VF) sur RS Doublage